# Chaudes-Aigues
Chaudes-Aigues är en kommun i departementet Cantal i regionen Auvergne-Rhône-Alpes i mitten av Frankrike. Kommunen ligger  i kantonen Chaudes-Aigues som ligger i arrondissementet Saint-Flour. År 2022 hade Chaudes-Aigues 814 invånare. Chaudes-Aigues är känt för sina varma källor.

## Befolkningsutveckling
Antalet invånare i kommunen Chaudes-Aigues
Referens:INSEE

## Galleri

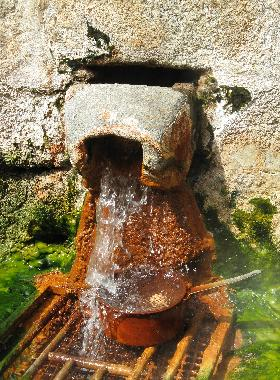
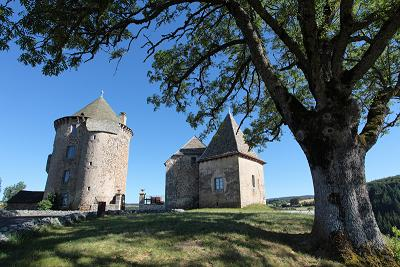
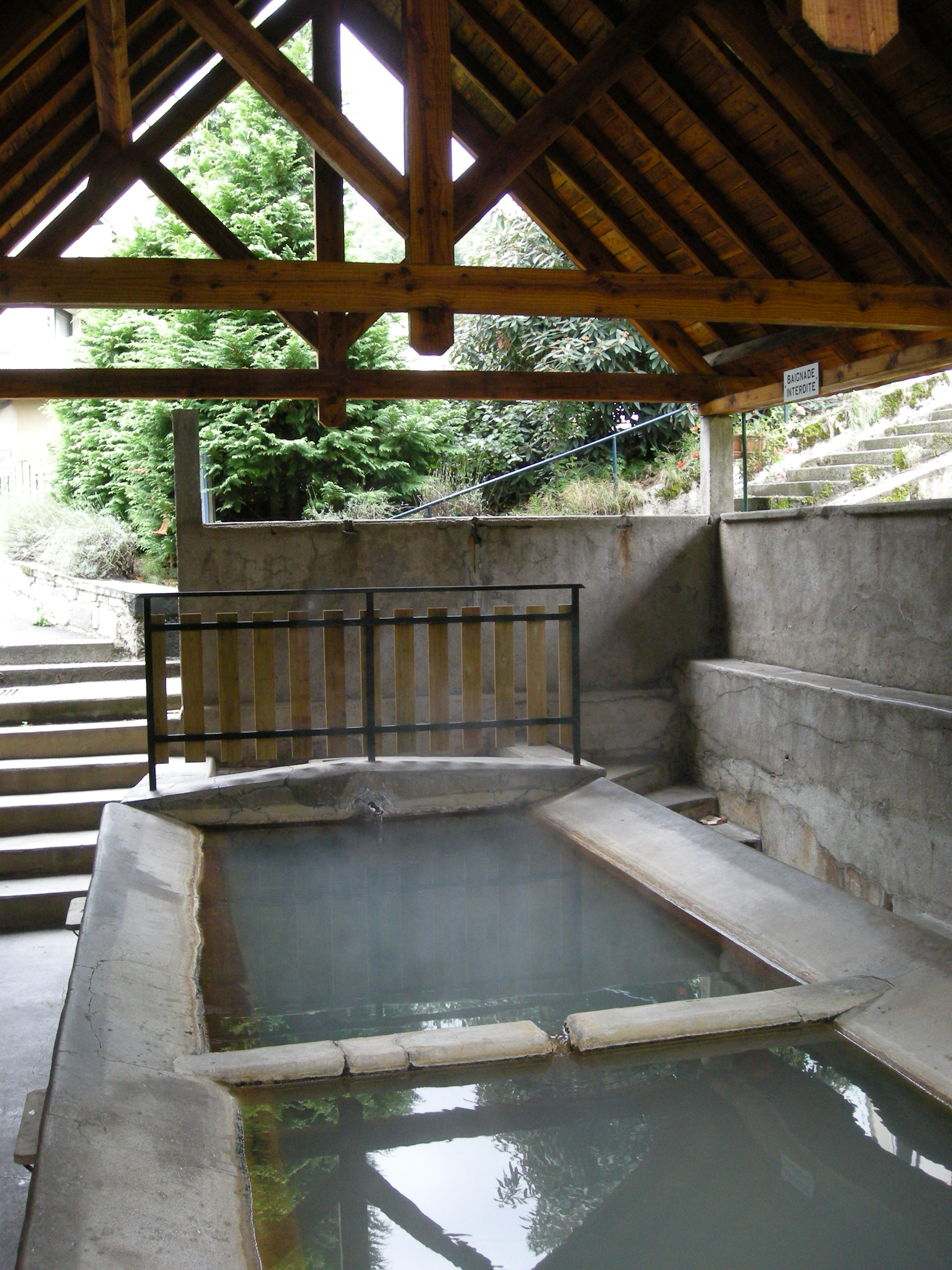